# На Руфу
«На Руфу» (лат. De Rufa) — условное название стихотворения римского поэта Гая Валерия Катулла, включённого в состав посмертного сборника («Книги Катулла Веронского») под номером 59 и написанного предположительно в веронский период жизни автора. Катулл здесь рассказывает о жительнице Бононии Руфе, которая, по его словам, состоит в связи с собственным сыном Руфом и ворует еду с кладбищ (в древней Италии это считалось крайним нравственным падением).
В других источниках Руфа не упоминается.